# Filakora
Filakora est une localité située dans le département de Djigoué de la province du Poni dans la région Sud-Ouest au Burkina Faso.

## Géographie
Filakora se trouve sur les bords de la rivière Iringou, à 6 km au nord-est du chef-lieu Djigoué, sur la route désenclavant le département et menant à la route nationale 12 distante de 35 km environ.

## Santé et éducation
Le centre de soins le plus proche de Filakora est le centre de santé et de promotion sociale (CSPS) de Djigoué tandis que le centre médical avec antenne chirurgicale (CMA) de la province se trouve à Gaoua.